# جامعة دريكسيل كلية الطب
جامعة دريكسيل كلية الطب (بالإنجليزية: Drexel University College of Medicine)‏ هي إحدى الكليات لتدريس الطب في الولايات المتحدة الأمريكية. تقع في مدينة فيلادلفيا في ولاية بنسيلفانيا الأمريكية. نوع الشهادة الطبية التي يتم تحصيلها هناك هي دكتور في الطب.